# Mijnden
Mijnden est un hameau situé dans la commune néerlandaise de Stichtse Vecht, dans la province d'Utrecht.